# Alexander Koller (Politiker)
Alexander Koller (* 1834 in Graz; † 11. April 1900 ebenda) war ein österreichischer Unternehmer und Politiker. Seit 1884 war er Abgeordneter zum Steirischen Landtag und von 1889 bis zu seinem Tod Zweiter Bürgermeister-Stellvertreter der Landeshauptstadt Graz.

## Biographie
Alexander Koller entstammte einer Familie von Wagenbauern. Sein Vater Martin führte seit 1830 eine entsprechende Werkstatt in der Schmiedgasse im Grazer Zentrum und bekleidete ehrenhalber das Amt eines Viertelsmeisters. Alexander Koller lernte das Gewerbe seines Vaters und machte sich ab 1863 mit einer Werkstatt in der Elisabethinergasse selbstständig. Die väterliche Werkstatt übernahm ab 1871 sein jüngerer Bruder Gustav.
Kollers kommunalpolitische Tätigkeit begann mit seiner Wahl in den Gemeinderat im Jahr 1875. Als Gewerbetreibender engagierte er sich dort besonders für die Belange seines Standes und erwarb sich im Lauf der Jahre hohes Ansehen. Am 10. Jänner 1889 wurde er einstimmig in das neu eingeführte Amt des Zweiten Bürgermeister-Stellvertreters unter Ferdinand Portugall gewählt, welches er auch während der turbulenten Bürgermeisterschaft Franz Grafs bis zu seinem Tod innehaben sollte. Schon 1884 war er als Vertreter des Bezirkes "Innere Stadt Graz" in den Steirischen Landtag entsandt worden. Dort galt sein besonderes Interesse den Schulangelegenheiten, dem Eisenbahnwesen und den Interessen der Stadt Graz. Koller war vielseitig gesellschaftlich tätig. Er war Obmann des bürgerlichen Geselligkeitsvereines „Die Gemüthlichen“ und wirkte in verschiedenen Wohltätigkeitsvereinen und Gremien zum Ausbau und Verschönerung der Stadt. Besonders engagiert war er im Bereich der Armenfürsorge. Er vertrat Graz im „Landesverband für Wohlthätigkeit“ und war in Graz als „Armen-Oberdirector“ sowie als Vorstand im Fürsorgeverein „Borromäum“ tätig. 1895 wurde er zum Obmann des Wohltätigkeitsvereines „Colonie“ ernannt, dessen Hauptaufgabe Kleiderspenden an notleidende Jugendliche war, und wurde 1898 dessen Ehrenmitglied.
Alexander Koller war verheiratet mit Johanna (geb. Vogl, † 23. September 1894). Nach dem Tod seiner Gattin gab er sein Gewerbe auf und zog zu seiner Tochter Hermine. Er verstarb an den Folgen einer Grippe, welche zusammen mit einem lange verschleppten Ohrenleiden einen tödlichen Ausgang nahm.